# Bolong

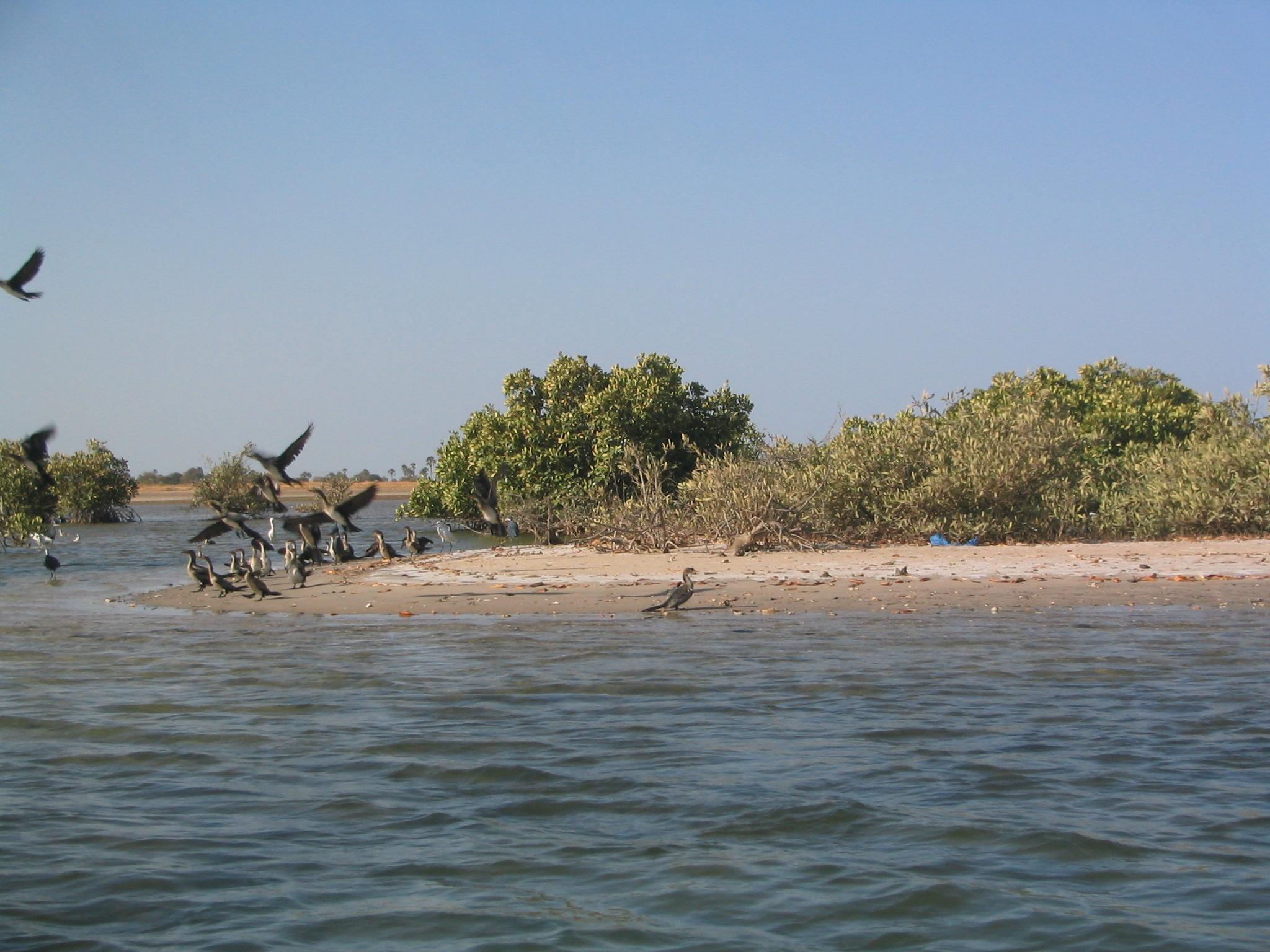
In der Nähe von Mar Lodj in der Region Sine-Saloum, ein Bolong mit Mangroven am Ufer

Ein Bolong (andere Schreibweise Bolon/Bôlon) ist ein Salzwasser-Wasserlauf, der charakteristisch für die Küsten von Senegal oder Gambia ist, und bei Ästuarien auftritt.
Diese Meeresarme, vergleichbar mit kleinen Zuflüssen, sind besonders zahlreich in den Regionen Sine-Saloum und Casamance aufzufinden. Das Meerwasser vermischt sich dort mit dem Wasser des Saloum und des Casamance-Flusses.

## Terminologie
Das Wort Bolong kommt selber aus der Mandinka-Sprache und bedeutet „bewegliches Wasser“ oder „Nebenfluss“. Auf Karten ist im französischsprachigen Senegal vereinzelt auch die Schreibweise Bôlon (auch nur Bolon) zu finden.
Dieser hydrologische Begriff wird außerhalb von Senegambia kaum verwendet. Er ist zwar im Dictionnaire universel francophone (Afrique), nicht aber in den meisten anderen einschlägigen Nachschlagewerken enthalten.
Trotzdem hat Präsident und Poet Léopold Sédar Senghor viel dazu beigetragen, die Bekanntheit von Bolongs außerhalb seines Landes zu verbreiten. In seiner Veröffentlichung Poèmes erwähnt er auch diesen Begriff in der Absicht, die Macht von Worten zu verdeutlichen.

„puisqu’il faut m’expliquer sur mes poèmes, je confesserai […] que presque tous les êtres et choses qu’ils évoquent sont de mon canton : quelques villages sérères perdus parmi les tanns, les bois, les bolongs et les champs. Il me suffit de les nommer pour revivre le Royaume d’enfance.“

„„da ich mich zu meinen Gedichten erklären muss, bekenne ich […], dass fast alle Wesen und Dinge, die in ihnen erwähnt werden, Teil meiner Heimat waren: Einige Serer-Dörfer sind verschwunden zwischen den Tanns, den Wäldern, den Bolongs und den Feldern. Es genügt mir sie zu nennen, um wieder in das Reich der Kindheit einzutauchen.““

## Ökosystem
Die Bolongs sind meist gesäumt von Mangrovenwäldern, die teilweise bei Flut bedeckt sind, was die Anwesenheit von Tanns erklärt – einem aus dem Wolof stammenden Begriff, der Bereiche versalzenen Landes, nackt oder kaum bewachsen, bezeichnet – und die Unstetigkeit des labyrinthartigen Landes aus Inselchen und mehr oder weniger stockenden Wasserläufen.
Normalerweise sind die Bolongs von einer Vielzahl von Vogelarten bevölkert. Je nach Jahreszeit treten Stechmücken verstärkt auf. Einige kleine Säugetiere, wie beispielsweise Affen oder Hyänen leben auch dort.
In der Casamance sind zahlreiche Dörfer am Ufer eines Bolongs gebaut. Die ortsansässige Bevölkerung lebt vom Fischfang.
Als Bestandteil zahlreicher Nationalparks in Senegal spielen die Bolongs zudem eine wichtige Rolle bei der Entwicklung des Tourismus. Touristen können sich leicht mit Pirogen oder Kajaks auf den Gewässern bewegen. An den Ufern wurden Camps zur Entspannung und zur Vogelbeobachtung eingerichtet.